# バリバラ〜障害者情報バラエティー〜
『バリバラ』は、2012年（平成24年）4月6日から2025年3月13日までNHK大阪放送局の制作、NHK Eテレで放送された障害者・セクシャル・マイノリティなど生きづらさを感じるすべてのマイノリティーをテーマにしたバラエティ番組・情報番組である。
開始当初の番組名は『バリバラ〜障害者情報バラエティー〜』（バリバラ しょうがいしゃじょうほうバラエティー）であったが、2016年度より『バリバラ』に変更された。
前身となる『きらっといきる』内の企画『バリバラ〜バリアフリーバラエティー〜』、およびスピンオフ番組であるラジオ番組『バリバラR』（NHKラジオ第2）についてもここで記す。

## 概要
「日本初の障害者のためのバラエティ番組」と銘打ち、障害者自身が（時には自らの障害をネタにして）笑わせることを目指した番組である。
この番組の始まりは、NHK Eテレにて毎週金曜日に放送されていた、障害者向け福祉情報番組『きらっといきる』の2010年（平成22年）4月30日放送分から毎月最終週に放送されていた『バリバラ〜バリアフリーバラエティー〜』と題した企画である。現在の番組名はサブタイトルにもあった「バリアフリーバラエティ」の略。
そもそもは、2009年（平成21年）春の『きらっといきる』のスペシャルにおいて、報道機関やマスメディアでの障害者の描かれ方が、「一生懸命頑張っている障害者の部分を一面に強調しすぎて画一的である」という障害を抱えている視聴者からの苦情を、テーマとして取り上げたことがきっかけになっている。
この企画を立ち上げるに当たり、チーフプロデューサーを務めている日比野和雅は、「『きらっといきる』の中で障害者の等身大の姿をどのように伝えるか模索してきた結果、これまで描かれなかった障害者のエンターテインメント性を打ち出したバラエティーに挑戦することにした」と語っており、障害（者）を笑うのではなく、障害者と一緒に笑いあいながら、バリアフリーを考える番組を目指した。
元々『きらっといきる』のスタッフは、ドキュメンタリー畑のスタッフが中心で（通常回は障害者に関する密着ドキュメンタリーのVTRが中心）、バラエティ番組の制作は、初めてのため、試行錯誤の連続であった。2010年（平成22年）12月4日には『ETVワイド ともに生きる』の枠で、2時間の特別番組『笑っていいかも!?』（フジテレビ『笑っていいとも!』のパロディ）が制作（後に『Eテレアーカイブス』で再放送）され、2011年（平成23年）も12月2日と9日の通常放送の枠内ではあったが、2週にわたって放送された。障害者をメインに据えたバラエティ番組の制作については「障害者を見せ物にしている」などの批判もあったものの、『笑っていいかも!?』には約300件の反響が寄せられ、9割近くを好意的な声が占めた。
2012年（平成24年）の番組改編に当たり、『きらっといきる』をバラエティ色の強い番組にリニューアルすることになり、「バリバラ」のタイトルを用いることとなった。「No Limits（限界無し）」をモットーにしており、本音をぶつけ合って「本気でバリアフリーな社会を目指す」としている。
初期の番組コーナーとして、テレビ朝日『ナニコレ珍百景』のパロディで、障害者にとって全く役に立たなかったり、かえって使いづらかったりする、変なバリアフリー設備を取り上げる『バリバラ珍百景』を放送していた。
2015年（平成27年）4月から番組改編に当たり、放送時間を日曜日の19時に移動。2016年（平成28年）4月には「みんなちがって、みんないい」を新しいテーマに据え、対象を障害者だけではなく「生きづらさを抱えるすべてのマイノリティー」に広げ、セクシャル・マイノリティなども題材として取り上げるなどリニューアル。
2016年（平成28年）8月28日の放送（生放送）では『検証!「障害者×感動」の方程式』と題して、障害者の頑張っている姿を「感動の対象にする」番組制作の手法を、ステラ・ヤングのTEDで述べた「感動ポルノ」という言葉を用いて、その是非を問う番組を放送したが、当日の民放は同時間帯に日本テレビ（NNN）系列で『24時間テレビ 「愛は地球を救う」』が放送されていたこともあり、Twitterなどで反響を呼んだ。NHKには116件の問い合わせが寄せられた。
生放送時は「笑いは地球を救う」という番組のロゴ等や、出演者が黄色いTシャツを着るなど、敢えて『24時間テレビのパロディ』と取られる様な演出も行われた（2017年（平成29年）以降も、『24時間テレビ』の裏番組として放送する際は同様の体裁が取られる）が、これについてNHK大阪放送局の角英夫局長は「このテーマに関心を持っていただくための演出上の工夫」「他局の番組内容についてどうというわけではなく、あくまで通常通りの放送」と、日本テレビ放送網もこの件について「一切コメントしない」と述べている。2019年（令和元年）は同年春の改編で番組枠が木曜20時台に移動したこともあり、特別番組として8月25日（日曜日）0時から2時間24分間、2020年（令和2年）は8月23日（日曜日）0時から24分間、2021年（令和3年）は8月22日（日曜日）0時から2時間24分間、2022年（令和4年）は8月28日（日曜日）15時から2時間、それぞれ生放送で行った。
2016年に「グッドデザイン賞 宣伝・広告・メディア・コンテンツ部門」を受賞した。
2025年1月7日、同年3月を以て番組の終了が決定したことが発表された。3月6日・13日の2週に亘り最終回スペシャルを放送。2010年4月に放送された特番時代を換算して、15年の放送に幕を降ろした。
2025年4月3日木曜夜から、後継番組の「toi-toi」が放送開始。

### 特別企画
SHOW-1グランプリ
障害者をはじめ、生きづらさを抱える少数派、マイノリティーの人たちが漫才やコントなどのパフォーマンスを披露し、ナンバーワンを決める大会。
- 第1回（2010年）優勝：脳性マヒブラザーズ
- 第2回（2011年）優勝：失敗ダーマンZ
- 第3回（2012年）優勝：万次郎
- 第4回（2014年）優勝：TASKE
- 第5回（2014年）優勝：TASKE
- 第6回（2016年）優勝：万次郎
- 第7回（2019年）優勝：おコメディ焼きレコーズ
- 第8回（2023年）優勝：爆走マシン

特集ドラマ
障害者や障害者に関わる人々を主人公としたオリジナルドラマを4本制作している。
- 悪夢（2014年12月5日、主演：ハウス加賀谷・あべけん太）
- 禁断の実は満月に輝く（2015年12月6日・18日・25日、主演：ハウス加賀谷・あべけん太）
- アタシ・イン・ワンダーランド（2016年9月18日、主演：横田美紀）
- カフェであえたら（2024年11月21日、主演：横田美紀）

バリコレ
「障害を魅力に変える」をテーマに、はるな愛がプロデュースする、障害者をモデルとしたファッションショー。
2015年にグランフロント大阪で、2016年に六本木ヒルズで、2017年に京都市の岡崎公園で開催した。
ココがズレてる健常者 障害者100人がモノ申す!
2016年12月21日にNHK総合テレビで放送された、バリバラの特別企画として放送された番組。2016年8月28日の『検証!「障害者×感動」の方程式』から派生した企画で、健常者の“ありがた迷惑”な行動などについて、芸人らが障害者100人と語り合う討論番組。題名はTBSテレビ『ここがヘンだよ日本人』のパロディ。進行役は鈴木おさむと有働由美子、出演は千原ジュニア、カンニング竹山、平成ノブシコブシ、小島よしお、厚切りジェイソン、中川翔子。
真野修一チーフプロデューサーは「（パラリンピックやドキュメンタリー番組を除けば）障害者をテレビで見る経験はほとんどない。福祉番組としてではなく、エンターテインメント調にすることで、まず番組を見てもらい、障害者が実際に何を考えているのかを知ってもらうことが大事だと思っています」と語っている。
バラフェス〜ばらばらな音楽の祭典〜
2019年3月3日、3月10日に放送。
『24時間テレビ』への裏企画
レギュラー枠が日曜日から木曜日に移動した2019年以降、特番として『24時間テレビ』放送日の日曜0時（土曜深夜）に放送されている。
- 2019年8月25日 - 『2.4時間テレビ 愛の不自由、』
- 2020年8月23日 - 『24分テレビ〜愛と憎しみのパンデミック〜』
- 2021年8月22日 - 『2.4時間テレビ〜誰ひとり取り残されないSDGs〜』
- 2022年8月28日（15:00 - 17:00） - バリバラ 夏SP『“クイズ＃ふつうアップデート” 豪華ゲストと生放送クイズに挑戦』

## 出演者
玉木・大橋・山本の3名は『きらっといきる』からの続投。また、山本以外は自身も何らかの障害を抱えている。
- 玉木幸則（社会福祉士）
- 山本シュウ（ラジオDJ）
- 東佳実（自立生活センター職員、捻曲性骨異形成症） - 2018年12月から

### 過去の出演者
- 大西瞳（陸上競技選手・リオデジャネイロパラリンピック日本代表、義足） - 2020年12月まで（再放送は2021年9月まで）
- 大橋ノア（ボランティア団体運営、多発性硬化症） - 2016年度放送ウーマン賞を受賞。2018年9月以降は不定期
- 岡本真希（会社員、先天性四肢欠損症） - 2016年4月から2019年2月まで

### キャラクター
番組のVTR内に登場するアニメキャラクターで、ナレーションを担当していた。リニューアル後はアニメキャラクターは登場せず、神戸のみナレーションとして登場している。
- カンベさん（声：神戸浩、俳優）
- イトーさん（声：伊藤愛子、知的障害）
- ベビー・ヴァギーさん（“いろいろさん“の声:ドラァグクィーン）

- アイちゃん（声：はるな愛、タレント。性同一性障害）

#### その他ナレーション
- 古賀葵

## 主題歌
- ザ・たこさん「バリバラ〜愛のテーマ〜」
- チャラン・ポ・ランタン「夢を運んだアヒルの子」（2016年4月より）[25]

## 放送時間

### 本放送
- 2012年度 - 2014年度：金曜日 21:00 - 21:30
- 2015年度 - 2018年度：日曜日 19:00 - 19:30
- 2019年度 - 2021年度、2024年度：木曜日 20:00 - 20:30
- 2022年度 - 2023年度：金曜日 22:30 - 23:00

### 再放送
- 2012年度・2013年度：水曜日 0:30 - 1:00
- 2014年度：水曜日 0:25 - 0:55
- 2015年度 - 2018年度：金曜日 0:00 - 0:30
- 2019年度 - 2021年度、2024年度：日曜日 0:00 - 0:30
- 2022年度：火曜日 15:30 - 16:00
- 2023年度：火曜日 0:30 - 1:00

## バリバラR
バリバラRは、テレビ版『バリバラ』の内容を補完する形で放送されるラジオ番組。元々この枠は大阪局から放送されていた身体障害者と健常者のバリアーフリーを考える福祉情報番組「ともに生きる」であったが、これを発展させたものである。
テレビ版でこれまでに取り上げたテーマを再構成（テレビ版の音源に解説放送の説明入り）し、更にテレビ版では紹介し切れなかった情報や取材裏話を交えて、専門家がわかりやすく解説する（ラジオ版のオリジナル企画もある）。パーソナリティは、番組のキャラクター「アイちゃん」の声を担当していたはるな愛。
各回のバックナンバーについては公式サイトからオンデマンド配信しているほか、ラジオの全内容を書き起こしたものをPDFで公開している（現在は公開終了）。

### 放送日時
- ラジオ第2：日曜日 8:00 - 8:30、19:00 - 19:30（再放送）

## NHK大阪放送局制作の福祉番組
- 列島 福祉リポート（1997年4月7日 - 1999年2月22日）
- きらっといきる（1999年4月7日 - 2012年3月30日）

## 騒動
2020年4月23日の放送において、性暴力被害を実名で訴えてきた伊藤詩織が出演した。本内容は4月26日0時から再放送を予定していたが、放送直前に別の回の再放送に差し替えられた。
これについてインターネット上を中心に「（加害者である山口敬之サイドから）圧力がかかったのでは」などの意見が挙がった。番組を制作したNHK大阪放送局広報部は「現状を鑑みて判断しており、圧力などによる番組変更ではない」と否定した。